# Феттіс
Феттіс (нім. Vättis) — населений пункт у Швейцарії, в кантоні Санкт-Галлен.
Входить до складу округу Зарганзерланд. Населення становить 440 осіб (на 2006 рік). Офіційний код — 3294.

## Транспорт
Із Бадрагацу до Феттіса через Пфеферс їздить автобус №451.

## Галерея

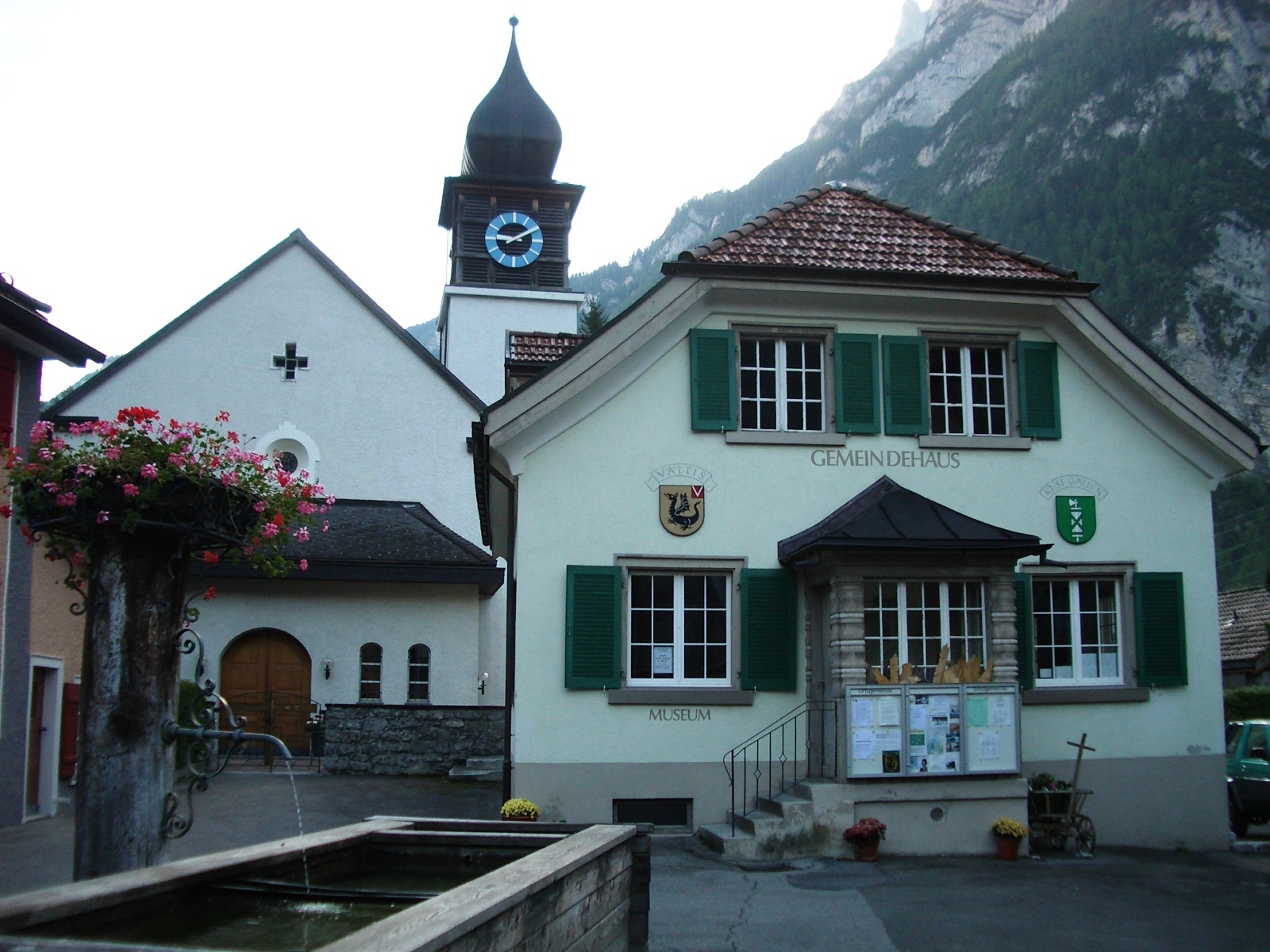
Церква у 2006 році
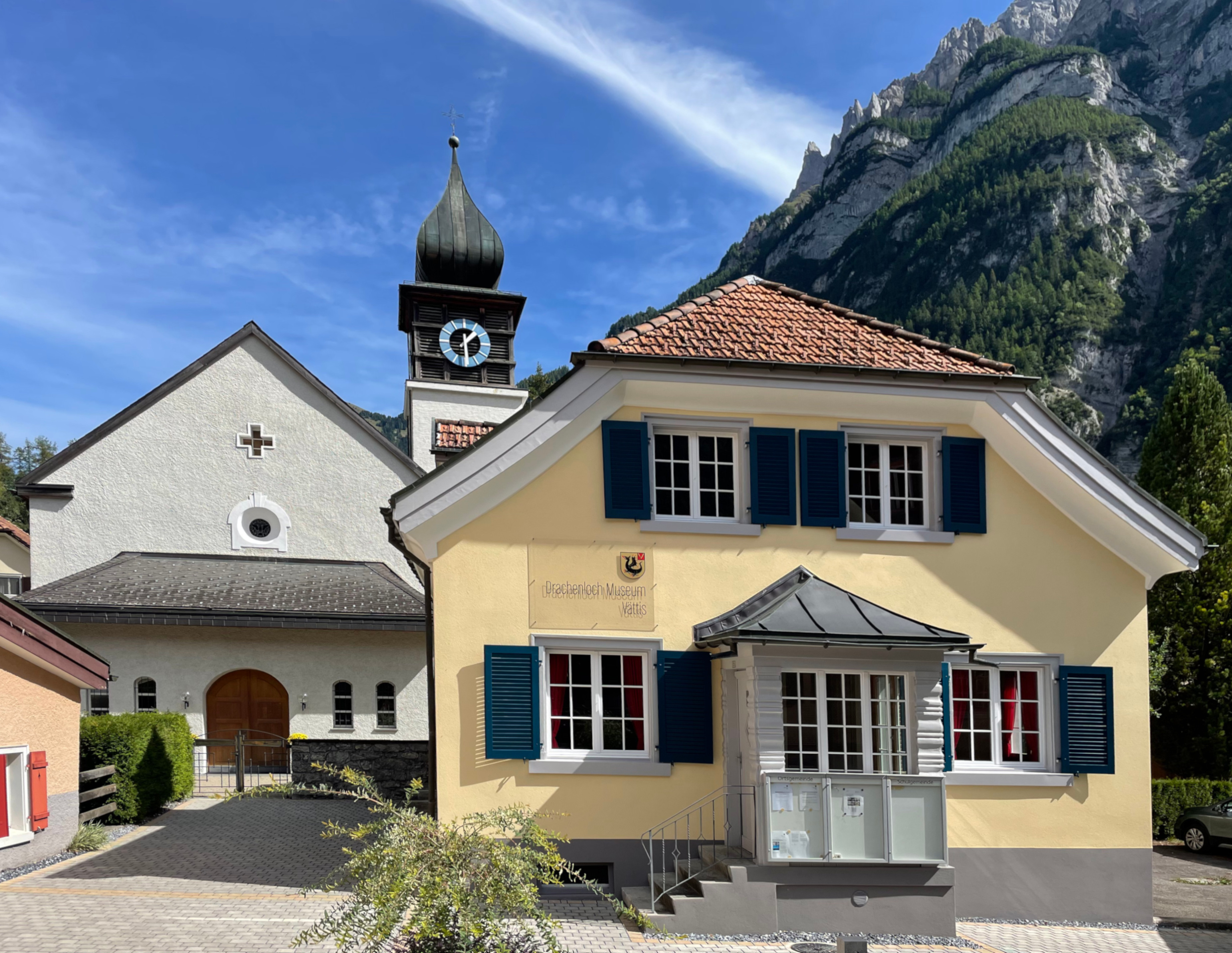
Оновлена церква у 2022 році
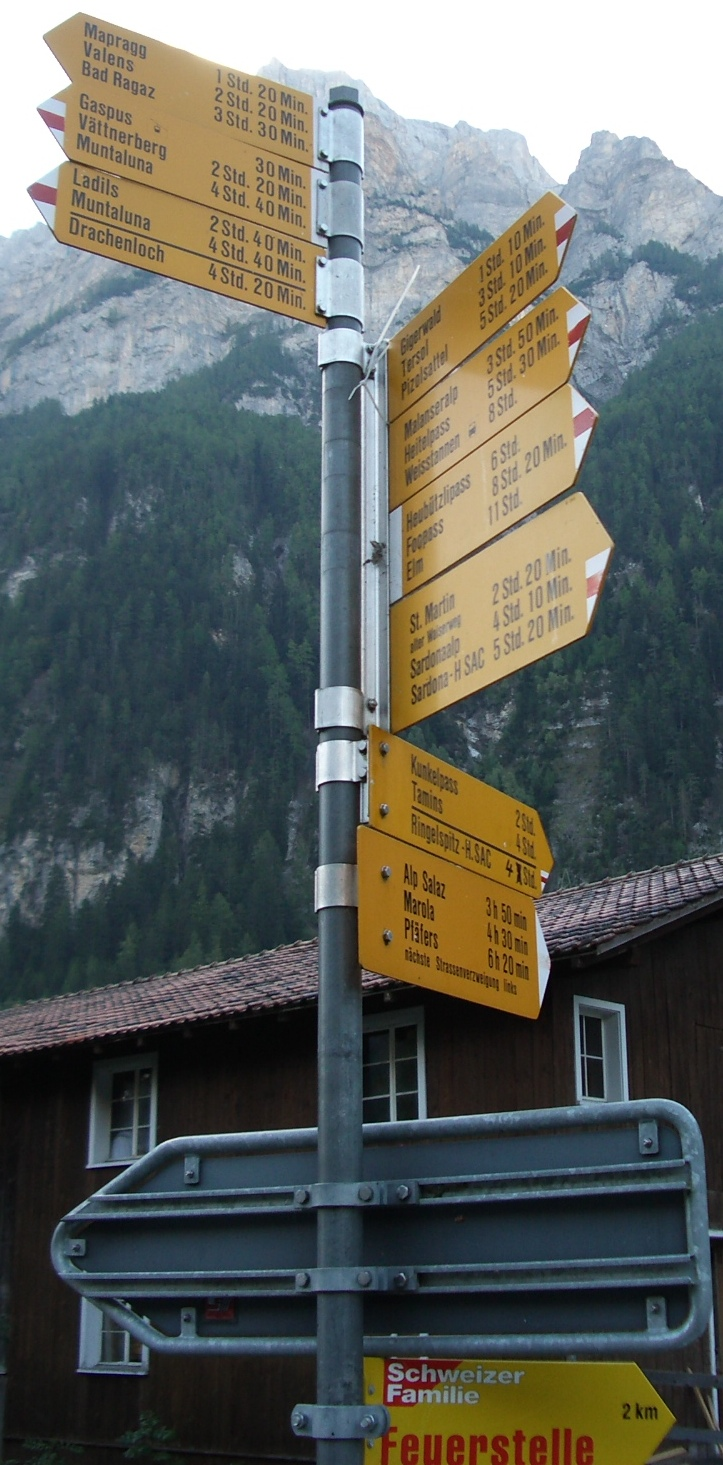
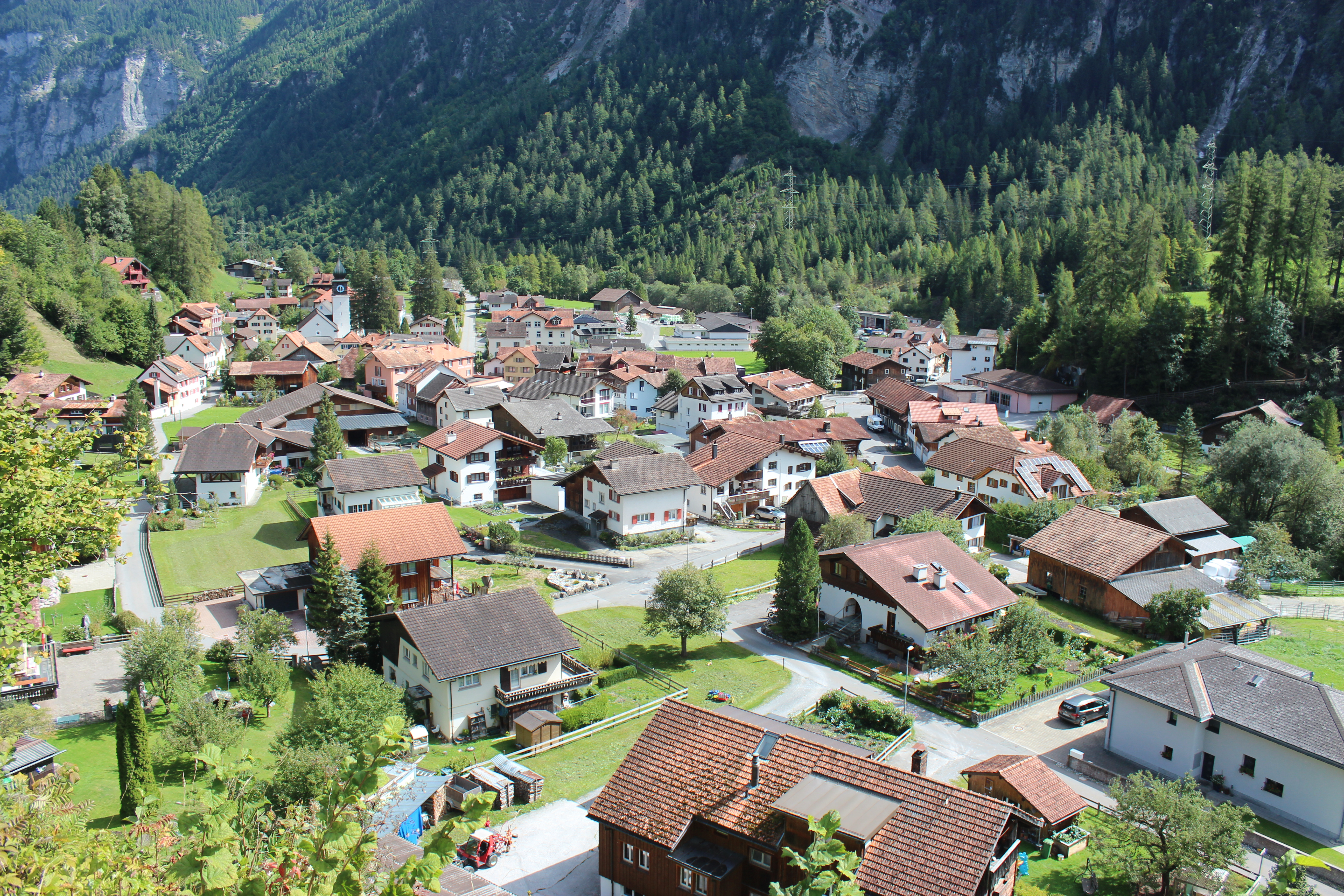
Феттіс у вересні 2022